# Part-Time Lover
〈Part-Time Lover〉는 스티비 원더가 1985년 음반 《In Square Circle》에 수록한 싱글이다. 이 곡은 빌보드 핫 100, R&B, 댄스, 어덜트 컨템포러리 차트 1위에 올랐다. 이 곡의 동시 차트 성공은 원더가 네 개의 다른 《빌보드》 차트에서 1위를 한 첫 번째 아티스트를 만들었다. 이 곡은 또한 12인치 스페셜 버전으로 발매되었다. 서정적으로, 그것은 여자친구를 정부로 바람피우고 있는 한 남자의 이야기를 담고 있는데, 결국 여자친구가 바람피우고 있다는 사실을 알게 된다.
〈Part-Time Lover〉도 1985년 말 《탑 오브 더 팝스》에서 원더의 성과에 힘입어 영국 싱글 차트 3위에 올랐다. 그리고 《개그콘서트》의 엔딩곡으로도 쓰여졌다.

## 커버 버전
- 푸에르토리코의 살사 음악가 바비 발렌틴이 1986년 핫 라틴 트랙 차트 23위로 정점을 찍은 이 노래를 커버하고 있다.[1]